# Sisymbrium lanatum
Sisymbrium lanatum là một loài thực vật có hoa trong họ Cải. Loài này được (Walp.) O.E. Schulz miêu tả khoa học đầu tiên năm 1932.